# Заробляючи на життя
«Заробляючи на життя» — короткометражна німа комедія 1914 року, перший фільм, головну роль в якому зіграв Чарлі Чаплін.

## Сюжет
Шахрай позичає в друга-журналіста гроші на подарунок для дівчини. Також він претендує на роботу в редакції, краде в журналіста камеру зі знімками автокатастрофи та намагається продати її в редакції. У кінці фільму йде погоня.

## Актори
- Чарлі Чаплін — Джонні, шахрай
- Вірджинія Кертлі — дівчина
- Еліс Девенпорт — її матір
- Генрі Лерман — репортер
- Мінта Дарфі — жінка
- Честер Конклін — поліцейський / бродяга

## Виробництво
Метраж фільму — 1030 футів. Фільм вийшов у США 2 лютого 1914 року, дистриб'ютор — кінокомпанія Mutual Film Corporation.